# 4,5-Дигидрооротовая кислота
4,5-Дигидрооротовая кислота — производное оротовой кислоты, промежуточный метаболит в биосинтезе пиримидинов.